# Шазер сир Алб
Шазер сир Алб (фр. Chazelles-sur-Albe) насеље је и општина у североисточној Француској у региону Лорена, у департману Мерт и Мозел која припада префектури Линевил.
По подацима из 2011. године у општини је живело 30 становника, а густина насељености је износила 8,85 становника/km². Општина се простире на површини од 3,39 km². Налази се на средњој надморској висини од 268 метара (максималној 286 m, а минималној 251 m).

## Демографија
| 1962. | 1968. | 1975. | 1982. | 1990. | 1999. | 2011. |
| ----- | ----- | ----- | ----- | ----- | ----- | ----- |
| 36    | 46    | 33    | 35    | 48    | 49    | 30    |

График промене броја становника у току последњих година